# La ragazza dell'acqua
La ragazza dell'acqua (La fille de l'eau) è un film muto del 1925 diretto da Jean Renoir.
Si tratta dell'opera prima del cineasta francese.

## Trama
Si parla delle disavventure di Virginie Rosaert, soprannominata Gudule, una ragazza che vive su una chiatta, sul fiume, con il padre e lo zio Jeff.
Il padre è vittima di un incidente e annega. L'orfana è in balia dello zio, prepotente e scialacquatore. Per i suoi debiti il battello deve essere venduto e, a un tentativo di stupro, la ragazza fugge e resta sola con il suo cane.
Incontra un ragazzo gitano, La Fouine, che la porta a vivere da sua madre, in una roulotte. Vivono di espedienti. Gli zingari sono mal tollerati dagli abitanti del villaggio e, dopo una serie di vendette reciproche, viene appiccato il fuoco alla roulotte. Il ragazzo e la madre, prevedendo l'aggressione, fuggono, lasciando Gudule esposta alla violenza dei contadini infuriati.  
Di nuovo in fuga, vagabonda nei boschi. Una notte scoppia un temporale e fradicia di pioggia, terrorizzata dai lampi e dai tuoni, si ripara su un grande ramo di un albero e si assopisce. La febbre la fa delirare e ha visioni e incubi. Viene salvata da Georges Raynal, il figlio di un ricco proprietario terriero, che la accoglie nella sua casa. Tuttavia Gudule tradisce la fiducia di chi l'ha generosamente curata e nutrita: ruba dei soldi che le sono stati affidati per fare la spesa al villaggio e per pagare il sellaio. In realtà è stata costretta a consegnarli allo zio, improvvisamente ricomparso.
Il suo giovane amico soffre per questa delusione, ma alla fine scopre la buonafede della ragazza e riesce a liberarla dalla persecuzione dello zio. Innamorato di lei, ottiene dai genitori il permesso di sposarla.

## Produzione

### Riprese
Le riprese avvennero durante l'estate 1924. Gli interni vennero girati negli studi G.-M. Films; gli esterni a La Nicotière, la proprietà dei Cézanne, Marlotte, Cafè "Le Bon Coin", la foresta di Fontainebleu, le rive del Loing, vicino a Montigny.
Renoir racconta:
«La Fille de l'Eau nacque nel 1924 da una strana mescolanza tra Catherine Hessling e la foresta di Fontainebleu. Io avevo una casa sul limitare del bosco a Marlotte. Insieme a Catherine scoprivamo l'incanto di quel paesaggio misterioso. Gli alberi della foresta di Fontainebleu sono veri alberi: eppure possono costituire uno scenario di una sconcertante irrealtà. Soprattutto i faggi coi loro tronchi ben dritti che si ergono sulla superficie del bosco dentro una luce bluastra. pare di essere in fondo al mare tra alberi di navi che hanno fatto naufragio».

### Cast
Il cast è costituito dal gruppo di amici e familiari: protagonista è la moglie del regista, Catherine Hessling, in ruoli minori recitano il fratello Pierre Renoir, gli amici Pierre Lestringuez e Pierre Champagne e l'amico e pittore André Derain.

### Prima
La prima proiezione pubblica avvenne il 20 marzo 1925, al Ciné Opéra di Parigi.

## Accoglienza
Il film è accolto con freddezza dal pubblico e dalla critica. Un parziale riscatto dall'insuccesso lo si dovrà all'iniziativa di Jean Tedesco, direttore del Vieux Colombier, teatro e cinema d'avanguardia, di proiettare estratti del film. La sequenza del sogno sarà molto apprezzata dagli appassionati.

### Critica
(André Bazin)
(Giorgio De Vincenti)
(Daniele Dottorini)